# Титу Ле Лапину
 Титу́ Ле Лапину́ (фр. Titou Le Lapinou, Титу Кролик), или просто Титу́, — французский анимированный певец, маленький кролик. Его целевая аудитория — дети от 4 до 6 лет.
Наибольшего успеха Титу Ле Лапину достиг своими первыми двумя синглами, «Le Titou» и «Le Coucou De Titou», занявшими, соответственно, 4 и 6 места во Франции. Кроме того, выпустил два альбома: Mon Premier Album (2006) и Le Monde De Titou (2008).

## Дискография

### Альбомы
| Год  | Название          | Чарты | Чарты   |
| Год  | Название          | FRA   | BEL Wal |
| ---- | ----------------- | ----- | ------- |
| 2006 | Mon Premier Album | 33    | 42      |
| 2008 | Le Monde De Titou | 96    | 61      |

### Синглы
| Год  | Название                        | Чарты    | Чарты   | Чарты | Альбом            |
| Год  | Название                        | FRA      | BEL Wal | SUI   | Альбом            |
| ---- | ------------------------------- | -------- | ------- | ----- | ----------------- |
| 2006 | «Le Titou»                      | 4        | 33      | 77    | Mon Premier Album |
| 2006 | «Le Coucou De Titou»            | 6        | 7       | —     | Mon Premier Album |
| 2007 | «Les Gros Mots Des Tout-Petits» | 11       | 22      | —     | Mon Premier Album |
| 2008 | «La Danse De Titou»             | 17       | —       | —     | Le Monde De Titou |
| 2008 | «1, 2, 3 Soleil»                | (DL=104) | —       | —     | Le Monde De Titou |